# Buffalo Trace

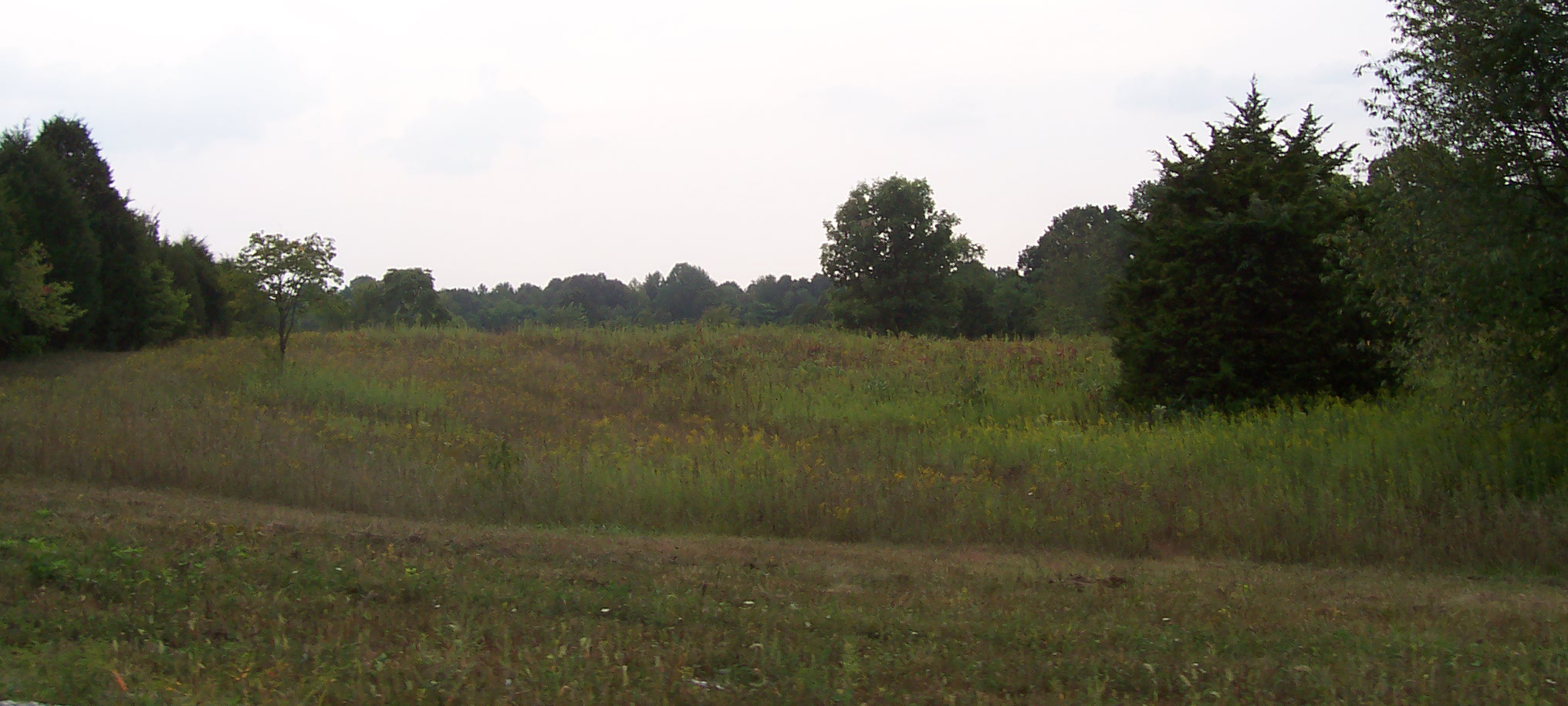
Buffalo Trace i närheten av Palmyra, Indiana.

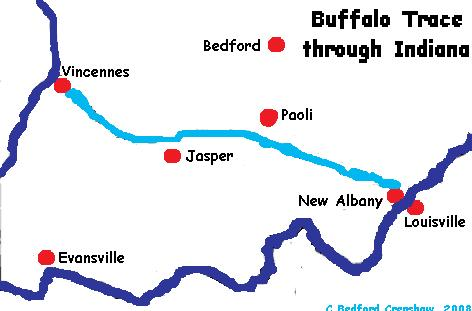
Karta över Buffalo Trace

Buffalo Trace var en form av transportled som löpte genom de nuvarande amerikanska delstaterna Kentucky, Indiana och Illinois. Leden formades ursprungligen genom bisonoxarnas vandringar och korsade bland annat Ohiofloden, Ohiofallen och Wabashfloden. Efter hand blev det också en viktig transportled för bosättare i Indiana och blev känt under olika namn, däribland Vincennes Trace', Louisville Trace, Clarksville Trace och Old Indian Road och Paoli Pike.